# Campeonato Maranhense de Futebol de 1955
O Campeonato Maranhense de Futebol de 1955 foi a 34º edição da divisão principal do campeonato estadual do Maranhão. O campeão foi o Moto Club que conquistou seu 8º título na história da competição. O artilheiro do campeonato foi Lourival, jogador do Moto Club, com 6 gols marcados.

## Premiação
| Campeonato Maranhense de 1955 |
| São Luís                      |
| ----------------------------- |
| Moto Club Campeão (8º título) |